# Рік Штернбах
Річард Майкл Штернбах (англ. Rick Sternbach; нар. 1951) — ілюстратор, найбільш відомий своїми космічними ілюстраціями та роботою над телесеріалом «Зоряний шлях».

## Перші роки
Штернбах, народжений у Бріджпорті, штат Коннектикут, у 1969 році вступив до Університету Коннектикуту на факультет мистецтва, але через пару років перейшов на вивчення морської біології. Після закінчення університету він став ілюстратором книг і журналів, а його перша ілюстрація на обкладинці була опублікована в жовтневому номері журналу Аналог 1973 року. Штернбах став другом письменника-фантаста Грега Біра після того, як його ілюстрація до «Марсіанського Рікорсо» була представлена на обкладинці лютого 1976 року журналу Аналог.
З 1974 по 1976 рік він створив кілька оригінальних творів мистецтва для планетарію Ґенґраса, що є частиною Дитячого музею Вест-Гартфорда в Коннектикуті. Серед робіт — аерографічні малюнки Землі як первісної планети. Невідомо, чи ці роботи все ще знаходяться у власності CMWH, початкового власника та клієнта Штернбаха.
У 1976 році він допоміг заснувати Асоціацію художників наукової фантастики та фентезі (ASFA), щоб надавати юридичні консультації художникам наукової фантастики та фентезі щодо контрактів та авторських прав.
У 1977 році, натхненний історією про перехід художника Ральфа Маккуоррі від роботи в аерокосмічній промисловості до роботи на Джорджа Лукаса над «Зоряними війнами», Штернбах переїхав до Каліфорнії, щоб шукати роботу ілюстраторів у кіно- та телеіндустрії.

## Робота в кіно
Після деякої роботи для Disney та PBS у квітні 1978 року Штернбаху запропонували посаду ілюстратора у «Зоряний шлях: Фільм». Як член художнього відділу, працюючи разом з Майком Майнором, Штернбах розробив макети панелі керування та вивіски для декорацій зорельотів. Він також допоміг створити анімаційну послідовність астероїдної червоточини та допоміг отримати матеріал від NASA / JPL, який був використаний у дизайні В'ґера.
З 1977 по 1980 рік Штернбах працював помічником художнього керівника та художником візуальних ефектів у серії «Космос: персональна подорож» Карла Сагана, де він розробляв декорації та розкадровку під час підготовки до виробництва, а потім працював над сценами візуальних ефектів під час виробництва. За роботу над серіалом «Береги космічного океану» ц 1980—1981 роки він отримав премію «Еммі» за видатні індивідуальні досягнення у творчому технічному ремеслі.
Приблизно в той самий час Штернбах співпрацював із Чарлі Колхейзом і Джимом Блінном у JPL над фільмом прольоту Юпітера «Вояджер-1», створюючи текстури для супутників Галілея.
Разом із чотирма іншими художниками в 1981 році Штернбах допоміг заснувати некомерційну Міжнародну асоціацію астрономічних художників (International Association of Astronomical Artists — IAAA), щоб організувати проєкти, які просувають і розвивають космічне мистецтво.
У 1983 році він працював ілюстратором над «Останнім зоряним бійцем», створюючи сюжетні послідовності візуальних ефектів і розробляючи текстурні карти для комп'ютерних космічних сцен.
Після «Зоряного шляху» в ролі сценічного художника у «Солярісі» Стівена Содерберга Штернбах розробив дизайн панелі керування для декорацій станції «Прометей» і кабіни корабля «Афіна 7», а також розробив і відтворив анімовані петлі для відтворення на фонових дисплеях.

## Зоряний шлях: наступне поколіннята далі
У січні 1987 року Штернбах був найнятий разом з Ендрю Пробертом (першими двома працівниками художнього відділу), щоб розпочати роботу над дизайном нового серіалу «Зоряний шлях» «Зоряний шлях: Наступне покоління». Штернбах розповідає, що він почув новини про TNG по радіо у своїй машині, а потім швидко подзвонив в офіс Джина Родденберрі.
Штернбах допоміг визначити зовнішній вигляд XXIV століття, який буде використовуватися в Наступному поколінні та серіалах, що з'явилися за ним, Зоряний шлях: Глибокий космос 9 і Зоряний шлях: Вояжер. Такий реквізит, як фазери, трикордери, PADD і значок комунікатора, базувалися на його розробках.
Під час роботи в мистецькому відділі «Зоряного шляху» в Paramount Штернбах також відповідав за низку дизайнів зорельотів, включаючи зорельоти класу Cardassian Galor, зорельоти класу Klingon Vor'cha і Negh'Var і зорельоти Федерації, такі як клас Prometheus, Dauntless, клас Nova і USS Voyager.
Як шанувальники оригінального серіалу «Зоряний шлях» і шанувальники космічної програми, Штернбах і Майкл Окуда знайшли роль технічних радників у серіалі, консультуючи сценаристів з технічних питань і розробляючи ряд концепцій, щоб додати реалізму всесвіту «Зоряного шляху», такі як поле структурної цілісності та інерційний демпфер. З цією метою вони випустили технічний посібник для кожної серії, який був доступний разом із біблією серіалу для будь-яких майбутніх сценаристів, щоб ознайомити їх із концепцією технології серіалу. У 1991 році Pocket Books опублікував оновлену, ілюстровану версію Технічного посібника Наступного покоління, а через сім років — Технічний посібник Глибокого космосу 9.
Коли у 2001 році «Вояджер» закінчив сьомий рік, продюсери вирішили, що вони хочуть змінити вигляд приквела «Зоряний шлях: Ентерпрайз», дія якого розгортається у ХХІІ столітті, тому Штернбах не перейшов у художній відділ «Ентерпрайз», закінчивши свій чотирнадцятирічний період. працевлаштування в Paramount Studios.
Штернбах повернувся до «Зоряного шляху» у 2002 році, коли створив дизайн панелі керування та вивісок для зорельотів «Ентерпрайз-Е» та «Ромулан» у «Зоряному шляху: Відплата».
З 2015 року він також є членом ради радників Голлівудського музею наукової фантастики.

## Історія космосу
Штернбах також є відомим учасником групи новин групи історії наукової фантастики Usenet і є визнаним експертом із різних схем фарбування, які використовуються на ракеті-носії Сатурн V. Його компанія, Space Model Systems, є провідним постачальником точних наклейок для комплектів моделей Сатурн V, а також для командного модуля Аполло.

## Нагороди
- 1977 Премія Г'юго як найкращий професійний художник
- 1978 Премія Г'юго як найкращий професійний художник
- 1981 Премія «Еммі» за видатні індивідуальні досягнення у творчому технічному ремеслі

## Книги
- Goldstein, Stan; Goldstein, Fred; & Sternbach, Rick (1980). Star Trek Spaceflight Chronology. Pocket Books. ISBN 0-671-79089-7.
- Okuda, Michael; & Sternbach, Rick (1991). Star Trek: The Next Generation Technical Manual. Pocket Books. ISBN 0-671-70427-3.
- Sternbach, Rick (1996). U.S.S. Enterprise NCC-1701-D Blueprints. Pocket Books. ISBN 0-671-50093-7.
- Drexler, Doug; & Sternbach, Rick; & Zimmerman, Herman (1998). Star Trek: Deep Space Nine Technical Manual. Pocket Books. ISBN 0-671-01563-X.